# Arlette Reni
Arlette Reni-Fraize, née le 14 décembre 1927 à Champigny-sur-Marne et morte le 8 janvier 2010 dans le 14e arrondissement de Paris, est une joueuse de basket-ball française.

## Biographie

### Famille
Arlette Reni est la sœur de Renée Reni, elle aussi joueuse internationale de basket-ball.

### Carrière en club
Arlette Reni évolue en club au CO Paris.

### Carrière en sélection
Elle joue 6 matchs pour l'équipe de France entre 1946 et 1949, inscrivant 24 points.